# Distrikt Andajes
Der Distrikt Andajes liegt in der Provinz Oyón in der Region Lima im Westen von Peru. Der Distrikt wurde am 2. Januar 1857 gegründet. Er hat eine Fläche von 153 km². Beim Zensus 2017 lebten 546 Einwohner im Distrikt. Im Jahr 1993 lag die Einwohnerzahl bei 1045, im Jahr 2007 bei 1028. Die Distriktverwaltung befindet sich in der 3487 m hoch gelegenen Ortschaft Andajes mit 323 Einwohnern (Stand 2017). Andajes liegt in einer Höhenlage westlich oberhalb des Flusstals des Río Huaura. Eine Straße führt ins Tal zum 4 km weiter östlich gelegenen Churín. Die Provinzhauptstadt Oyón liegt etwa 20 km nordöstlich von Andajes. Neben dem Hauptort Andajes gibt es noch die Ortschaft San Benito de Caraz.

## Geographische Lage
Der Distrikt Andajes befindet sich in der peruanischen Westkordillere zentral in der Provinz Oyón. Der Distrikt liegt am rechten Flussufer des nach Westen strömenden Río Huaura. 
Der Distrikt Andajes grenzt im Westen an den Distrikt Caujul, im Norden an den Distrikt Gorgor (Provinz Cajatambo), im Osten an den Distrikt Oyón, im Südosten an den Distrikt Pachangara sowie im Süden an den Distrikt Checras (Provinz Huaura). 